# VN3
VN3  — китайская БРМ, представленная компанией NORNICO в 2007. На данный момент производится в небольшом количестве для китайской армии. 

## Конструкция
VN3 имеет стальной цельносварной корпус, который защищает от стрелкового огня и осколков. Экипаж бронемашины состоит из 5 человек: командира, наводчика, водителя и двух разведчиков. Вход/выход в машину осуществляется через две двери по бокам и одной в корме. VN3 имеет защиту от ОМП и оснащён ППО.

## Вооружение
VN3 имеет одноместную башню с 12.7 мм пулемётом либо 14.5 мм.

## Передвижение
Дизельный двигатель расположен спереди и позволяет разгоняться до 110 км/ч. Запас хода составляет 600 км.